# Kazimierz Podsadecki
Kazimierz Podsadecki (* 24. Juli 1904 in Zabierzów; † 10. Juli 1970 in Krakau) war ein polnischer Maler und Grafiker. Er arbeitete auch unter dem Pseudonym „Kapo 9“.
Er beendete 1923 sein Kunststudium an der Industriellen Schule in Krakau. Anschließend begann er bei der von Tadeusz Peiper herausgegebenen Zeitschrift Zwrotnica zu arbeiten, in der er Fotomontagen veröffentlichte. Ab 1926 entwarf er das grafische Design der Zeitschrift.
Bei der ersten Ausstellung der Gruppe „Praesens“ präsentierte Podsadecki acht abstrakte konstruktivistische Arbeiten. Ab 1928 arbeitete er mit der Zeitschrift Ilustrowany Kurier Codzienny zusammen, in welcher er ebenfalls Fotomontagen veröffentlichte. Von 1931 bis 1933 war er als Grafiker für die kurzlebige Literatur- und Kunstzeitschrift Linia tätig.  1932 nahm er an der internationalen Typografieausstellung des Instituts für Kunstpropaganda, organisiert durch die linke Gruppierung A.R., in Łódź teil.
In den Jahren 1932 bis 1934 war er im Krakauer Atelier des Polnischen Avantgarde-Films tätig, wo er ebenfalls an Fotomontagen beteiligt war. Im Jahr 1935 begann Kazimierz Podsadecki mit der Malerei und wurde Mitglied der Gewerkschaft der polnischen bildenden Künstler in Krakau. Im September 1939 wurde er in die Armee eingezogen und im Krieg von den Deutschen gefangen genommen. Nach dem Krieg ließ er sich in Stettin nieder. Dort war er an der Gründung einer Vertretung des Verbands der Polnischen Bildenden Künstler beteiligt. 1952 ließ er sich als Maler in Krakau nieder.
Podsadeckis Werke befinden sich in den Sammlungen des Kunstmuseums in Łódź, des Nationalmuseums in Krakau und des Nationalmuseums in Warschau.